# Problème de Brocard
Le problème de Brocard est un problème de théorie des nombres qui demande de trouver des valeurs entières de n et m vérifiant l'équation diophantienne :
{\displaystyle n!+1=m^{2}},
où n! est la fonction factorielle. Celui-ci a été posé par Henri Brocard dans deux articles en 1876 et 1885, et indépendamment en 1913 par Srinivasa Ramanujan.

## Nombres de Brown
Les couples d'entiers (n, m) étant solutions du problème de Brocard sont dits nombres de Brown. Il n'y a que trois paires connues de nombres de Brown : (4,5), (5,11) et (7,71).
Paul Erdős a conjecturé qu'il n'existe pas d'autres solutions. Overholt, en 1993, a montré qu'il n'y a qu'un nombre fini de solutions, à condition que la conjecture abc soit vraie. Berndt et Galway en 2000 ont effectué des calculs pour n ＜ 109 et n'ont trouvé aucune solution supplémentaire. Matson a affirmé en 2017 avoir étendu ces calculs à 1012. En 2020, ces calculs (utilisant la détermination de résidus quadratiques modulo de grands nombres premiers) ont été étendus à 1015 par Epstein et Glickman.

## Variantes du problème
Dabrowski a généralisé le résultat d'Overholt en 1996 en montrant qu'il découlerait de la conjecture abc que
{\displaystyle n!+A=k^{2}}
ne possède seulement qu'un nombre fini de solutions, pour un nombre entier donné A. Ce résultat a été encore généralisé par Luca (2002), qui a montré (en supposant encore une fois la conjecture abc vraie) que l'équation
{\displaystyle n!=P(x)}
a seulement un nombre fini de solutions entières pour un polynôme donné P de degré au moins 2 à coefficients entiers.
Cushinge et Pascoe ont montré en 2016 qu'il découlerait de la conjecture abc que
{\displaystyle n!+K=m,}
a seulement un nombre fini de solutions, où K est un nombre entier et {\displaystyle m=a^{2}b^{3}} est un nombre puissant.